# 弘前市立第三大成小学校
弘前市立第三大成小学校（ひろさきしりつ だいさんたいせいしょうがっこう）は、青森県弘前市大字富田町にある公立小学校。
「三大小学校」、あるいは「三大」（さんだい）とも呼ばれる。正門は富田町に、裏門は取上にそれぞれ位置する。

## 沿革
- 1955年（昭和30年）
  - 4月1日 - 創立。ただし、5月17日までは、第二大成小学校にて、2部授業を行った。
  - 5月18日 - 富田町47番地に新築の校舎第一期工事が完成し、移転。
  - 10月 - 開校記念式典挙行。
- 1956年（昭和31年）
  - 3月 - 校舎新築第二期工事に着手。校章決定。
  - 8月 - 第二期工事完成し、2部授業解消。校舎第三期工事に着手。
- 1957年（昭和32年）
  - 3月 - 第三期工事完成。
  - 10月 - 校歌「第三大成の歌」制定。
  - 11月 - 講堂竣工。
- 1958年（昭和33年）7月 - 管理棟完成。
- 1960年（昭和35年）
  - 1月1日 - 21時頃、第三校舎より出火し、階上階下6教室を焼失。
  - 3月 - 復旧工事完成。
- 1966年（昭和41年）5月 - この月から約半年間、PTA協力により、校庭整備事業実施。
- 1967年（昭和42年）11月 - 体育館西側の国有地払い下げ決定。
- 1973年（昭和48年）8月 - 校庭を拡張整備。
- 1974年（昭和49年）11月 - 創立20周年記念式典挙行。
- 1991年（平成3年）9月28日 - 青森県に襲来した台風19号の影響で、渡り廊下の一部の屋根が吹き飛ぶ。
- 1993年（平成5年）9月 - 校舎増改築工事[1]。
- 1994年（平成6年） - 創立40周年記念で、取上地区をねぷた運行。続いて記念式典が行われる。
- 2004年（平成16年） - 創立50周年記念で、ねぷたの合同運行参加。

## 周辺
西側を南富田町に沿って腰巻川が流れる。

## 交通機関
- 弘南バス
  - 正門側最寄 - 松森町角（弘前駅 - 座頭石線、他）停留所。
  - 裏門側最寄 - 取上二丁目（弘前バスターミナル - 清原・安原 - 小栗山。小栗山 - 清原・安原 - 神田線）停留所。

## 学区
取上全域、清原全域、富田町、南富田町、富野町、大富町、松森町、南大町一・二丁目の一部、安原一丁目の一部、大清水三丁目の一部

## その他
- 一戸謙三が校歌を作詞。

## 参考資料
- 『青森県教育史 別巻』（青森県教育委員会・1973年12月20日発行）「学校沿革 小学校」715頁「第三大成小学校」
- 『弘前市教育史 別巻』（弘前市・1979年3月12日発行）154頁「第三大成小学校」